# Johan Gunnar Andersson
Johan Gunnar Andersson (Knista, 3. srpnja 1874. – Närke, 29. listopada 1960.) švedski arheolog, paleontolog i geolog
Studirao je na Sveučilištu u Uppsali. S 25 godina sudjelovao u ekspediciji na Svalbard koju je vodio Alfred Gabriel Nathorst. Već godine 1898. Andersson je vodio vlastitu ekspediciju na Medvjeđi otok. 1902. – 1903. bio je vodio ekspediciju Otta Nordenskjölda na Antarktik.
U Švedskoj je poznat po kineskim istraživanjima te je dobio nadimak China-Gunnar. U Kini je nosio ime An Tesheng (安特生).

## Vanjske poveznice
- Literatura o Anderssonu i literatura koju je napisao Andersson u katalogu Njemačke nacionalne knjižnice